# Capitán Phillips
Captain Phillips (titulada en español como Capitán Phillips) es una película biográfica dirigida por Paul Greengrass y protagonizada por Tom Hanks. Está basada en el secuestro del Mærsk Alabama y en el  libro A captain's duty (El deber de un capitán), escrito por Stephan Talty y por el capitán Richard Phillips, quien en 2009 fue tomado como rehén por piratas somalíes (primer caso de un barco estadounidense capturado en 200 años) mientras dirigía el buque de carga MV Maersk Alabama por el océano Índico, tras fracasar los piratas en su secuestro del buque. Se estrenó el 27 de septiembre de 2013 en el Festival de Cine de Nueva York, llegando a los cines estadounidenses el 11 de octubre del mismo año y llegó a España el 28 de octubre de 2013

## Argumento
Richard Phillips (Tom Hanks) toma el mando del MV Maersk Alabama en un puerto de Omán para transportar su carga hasta Mombasa a través del golfo de Adén. Cauteloso por la actividad de piratas cerca de las costas de Somalía, da órdenes extra de seguridad en el buque. Cuando Phillips descubre que su barco es el blanco de una banda de piratas somalíes encabezada por Abduwali Muse (Barkhad Abdi), logra evitarlo por el momento. Sin embargo, Muse vuelve al día siguiente con otros tres piratas en un esquife más rápido impulsado por dos motores. A pesar de que Phillips y su tripulación hacen todos los esfuerzos para repelerlos con bengalas y con las mangueras de agua del buque, una de las mangueras de agua falla al estar mal conectada y los piratas aprovechan esa oportunidad para subir por ese sector, abordando y tomando el control del MV Maersk Alabama, al capturar al capitán mientras la mayoría de la tripulación se esconde en la sala de máquinas del barco. Muse, bajo las órdenes del líder de la facción local, espera secuestrar la nave (y consiguiéndolo, durante tres días) y a sus ocupantes para obtener el dinero que la empresa dueña del barco ofrecerá como recompensa.
Muse intenta llevar el MV Maersk Alabama hacia la costa, pero la tripulación logra evitarlo. Posteriormente consiguen interrumpir la energía eléctrica del motor y después la energía de emergencia del barco, finalmente capturando al líder de los piratas. Negociando con el resto de los piratas, la tripulación acuerda el intercambio de Phillips y treinta mil dólares por Muse a través de los botes salvavidas el barco, solo para que los piratas lancen el bote con Phillips aún a bordo esperando intercambiarlo por una recompensa. Mientras el bote de emergencia llega a la costa, la tensión crece entre los piratas cuando consumen qat, pierden contacto con su nave nodriza y posteriormente son interceptados por el destructor USS Bainbridge de la Armada de los Estados Unidos. Una vez que llegan más barcos de la Armada, Phillips trata de hablar con Muse, quien asegura que ha llegado demasiado lejos y no se rendirá. Mientras tanto, el capitán del USS Bainbridge, Frank Castellano , recibe la orden de evitar por todos los medios que los piratas lleguen a tierra firme. 
Esa noche, Phillips es capaz de escapar del bote y nada hacia los barcos. La Armada no puede identificarlo, así que no hacen nada. Los piratas lo siguen rápidamente y le disparan hasta que se rinde. Los agitados piratas desconocen que un equipo SEAL ha llegado al lugar para tomar el control de la situación. Mientras tres francotiradores de los SEAL se ubican para disparar contra los piratas, Castellano y los SEAL continúan negociando con los piratas, finalmente tomando el bote de emergencias como remolque. Finalmente, Muse acuerda abordar el USS Bainbridge creyendo que se encontrará con los suyos para negociar el rescate de Phillips. En el bote de emergencia, uno de los más agitados piratas descubre a Phillips escribiendo una carta de despedida a su esposa y, cuando trata de quitársela, Phillips lo ataca, pero es rápidamente detenido. Entonces un secuestrador decide tomar el control total y ejecutar a Phillips. Mientras lo atan y le vendan los ojos, los tres francotiradores SEAL disparan simultáneamente, abatiendo a los piratas. En el US Bainbridge, Muse es detenido, esposado y arrestado por piratería. Phillips es rescatado en estado de shock, pero agradece al equipo por salvar su vida.

## Reparto
- Tom Hanks es Richard Phillips capitán del MV Maersk Alabama.
- Barkhad Abdi es Abduwali Muse, líder pirata somalí.
- Catherine Keener es Andrea Phillips.
- Faysal Ahmed es Najee, pirata somalí.
- Michael Chernus es Shane Murphy, primer oficial del MV Maersk Alabama.
- David Warshofsky es Mike Perry, ingeniero en jefe del MV Maersk Alabama.
- Corey Johnson es Ken Quinn, timonel del MV Maersk Alabama.
- Chris Mulkey es John Cronan, miembro de la tripulación del MV Maersk Alabama.
- Yul Vazquez es Frank Castellano, comandante del USS Bainbridge.
- Max Martini es el comandante del equipo SEALs.
- Omar Berdouni es Nemo, traductor del idioma somalí.
- Mohamed Ali es Asad, pirata somalí.
- Barkhad Abdirahman as Bilal, pirata somalí.
- Mahat M. Ali es Elmi, pirata somalí.
- Issak Farah Samatar es Hufan, pirata somalí del barco nodriza.

## Recepción

### Crítica
En el sitio web Metacritic, Capitán Phillips obtuvo ochenta y tres puntos, de un máximo de cien, basándose en siete reseñas profesionales, lo que significa «ovación universal». En Rotten Tomatoes logró un 94% de aprobación con base en 188 críticas. El consenso del sitio es:

Smart, powerfully acted, and incredibly intense, Captain Phillips offers filmgoers a Hollywood biopic done right -- and offers Tom Hanks a showcase for yet another brilliant performance.
Inteligente, potentemente actuada e increíblementte intensa, Captain Phillips ofrece a los espectadores una película biográfica hollywoodense bien hecha y le da a Tom Hanks una vitrina para otra brillante interpretación.

En la página web de Sensacine recibe 3 estrellas de 5, justificándolo con que traslada al espectador a la angustia de los acontecimientos, pero que no va más allá de la experiencia adrenalínica.

## Exactitud histórica

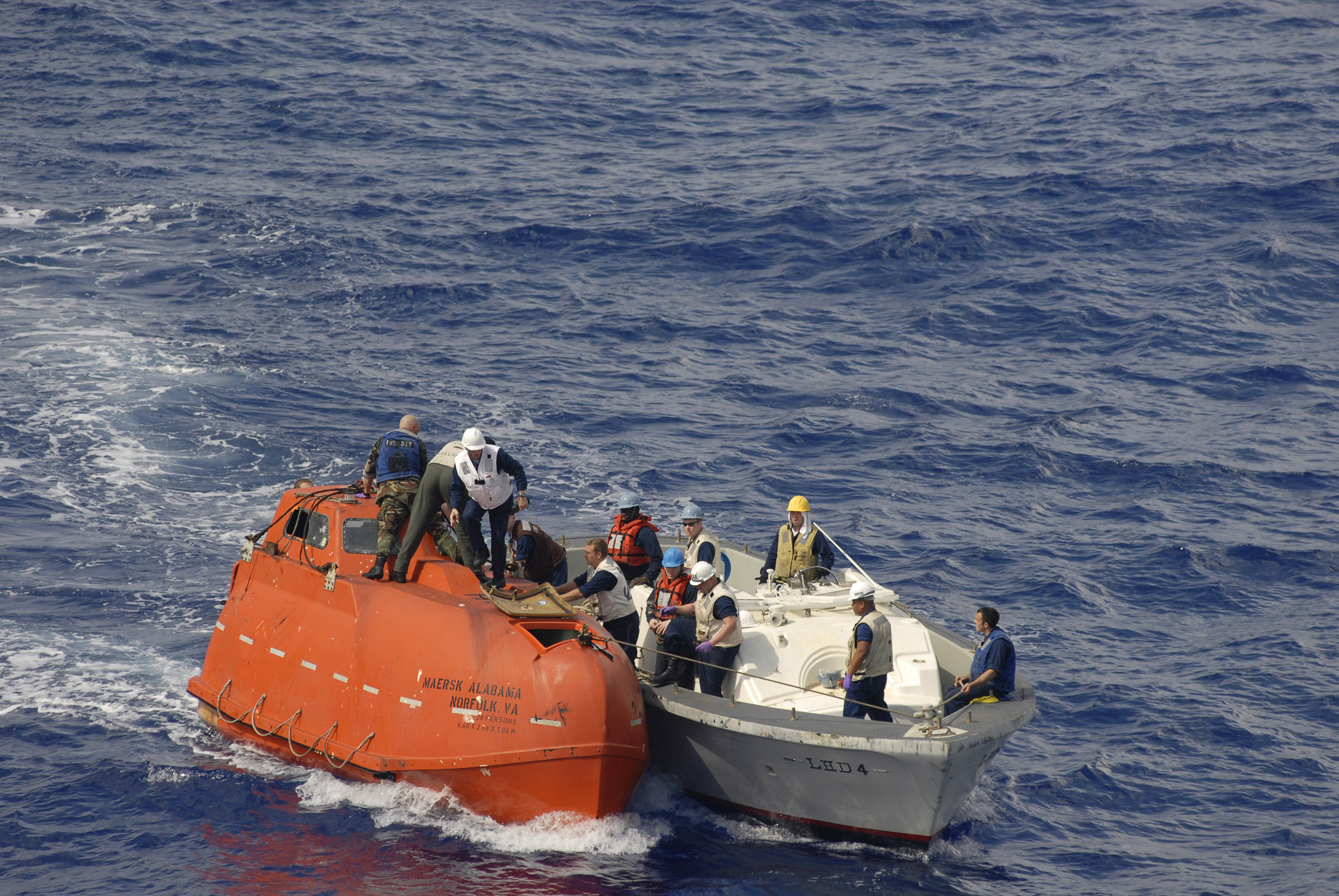
El capitán Phillips fue mantenido en cautiverio por los piratas en el bote salvavidas durante 5 días.

En un artículo del New York Post, algunos de los miembros de la tripulación del MV Maersk Alabama acusaron a la película de ser inexacta en los hechos y la interpretación de Richard Phillips. Mike Perry, el jefe de máquinas, también afirmó en una entrevista a CNN que la película no cuenta la historia real.
A pesar de las quejas de la inexactitud con la forma en que la película retrata los acontecimientos que rodearon el secuestro, el director de la película, Paul Greengrass, declaró públicamente que «está detrás de la autenticidad del capitán Phillips [...] al final del día, es fácil hacer denuncias anónimas contra una película [...] pero los hechos son claros [...] el barco del capitán Phillips fue atacado, el barco, la tripulación y su carga lograron llegar a buen puerto sin lesiones graves o pérdidas de vidas [...] Esa es la historia que nos dijeron y es precisa».
Richard Phillips regresó a su hogar en Underhill, Vermont, el 17 de abril de 2009 para reunirse con su familia.
El 16 de febrero de 2011 Abduwali Muse fue condenado a 33 años y 9 meses en una prisión federal por piratería y otros delitos. Desde febrero de 2012 se encuentra cumpliendo su condena en el Complejo Correccional Federal en Terre Haute, Indiana.
El 25 de julio de 2010 el capitán Phillips regresó al mar.